# Grundtvig
Grundtvig (du nom du pédagogue danois Nikolai Frederik Severin Grundtvig) est un ensemble d'actions menées par la Commission européenne dans le domaine de l'éducation et de la formation, dans le cadre du vaste programme Socrates.

## Caractéristiques
Présenté comme « le troisième maillon éducatif », complétant Comenius et Erasmus, l’action Grundtvig s’adresse aux adultes ayant décidé de reprendre leurs études, soit pour obtenir de nouvelles qualifications, de nouveaux diplômes et augmenter leur valeur sur le marché du travail, soit dans le but d’un développement personnel et social. Pour cela, quatre types d’activités sont soutenus par la Commission : 
- les projets de coopération entre institutions d’éducation pour les adultes désireux de réaliser un projet commun à la dimension européenne ;
- les partenariats éducatifs entre organisations au niveau local et permettant des coopérations moins ambitieuses, favorisant les contacts entre partenaires de pays différents ;
- les bourses de mobilité pour les formateurs des institutions d’éducation pour adultes, pour une période courte de quatre semaines dans un autre pays membre ;
- les réseaux Grundtvig sont mis en place afin de faciliter la discussion et les échanges d’informations et de « bonnes pratiques » en matière d’éducation pour adultes, entre pays européens : ces réseaux tournent soit autour de thèmes clés, soit autour de projets précis que l’ensemble des établissements peuvent suivre, les résultats bénéficiant ainsi au plus grand nombre.

Le programme s'est achevé en 2013, à l'issue du dernier sous-programme annuel du Programme d'éducation et de formation 2007-2013.